# Amsterdamsche SC
Amsterdamsche SC (ASC), pełna nazwa Amsterdamsche Schaakclub – holenderski klub szachowy z siedzibą w Amsterdamie, 10-krotny mistrz kraju.

## Historia

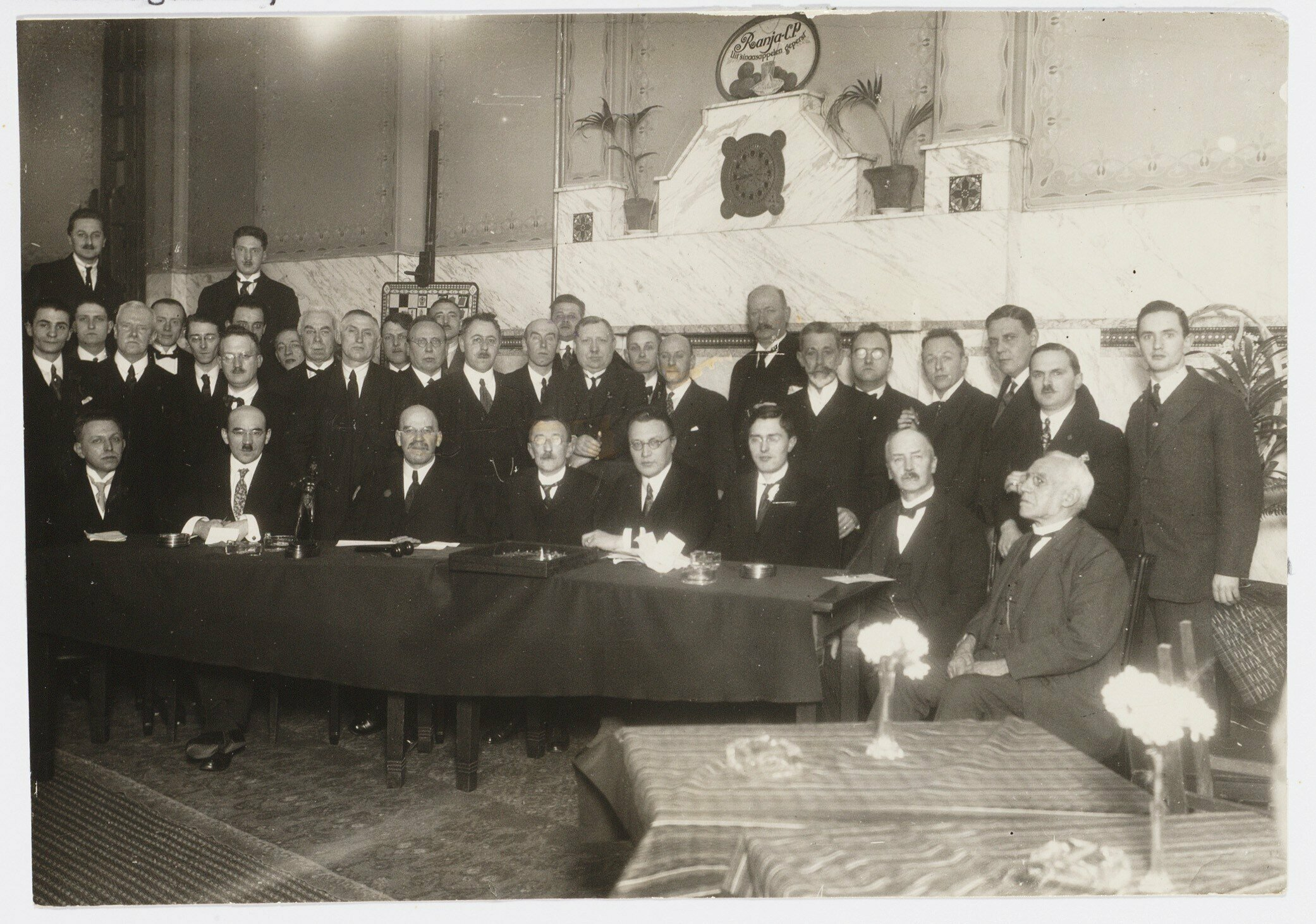
Obchody 40-lecia ASC

Klub powstał w lutym 1886 roku. Miał charakter elitarny. W 1914 roku członkiem klubu został Max Euwe. ASC uczestniczył w pierwszej edycji mistrzostw Holandii, zdobywając tytuł. W okresie międzywojennym klub zdobył uzyskał tytuł jeszcze siedem razy, w latach 1922, 1924–1926, 1929–1930, 1933. W 1931 roku do klubu dołączył Lodewijk Prins. W okresie II wojny światowej zginęło sześciu członków klubu. Po zakończeniu wojny klub jeszcze dwukrotnie zdobył mistrzostwo (1958, 1964). W 1968 roku klub został połączony z VAS; nowy twór występował pod nazwą VAS/ASC.